# Оноприенко, Александр Васильевич
Алекса́ндр Васи́льевич Оноприе́нко (1837 — не ранее 1917) — российский генерал от артиллерии (1905), участник Крымской войны и русско-турецкой войны 1877—1878 годов. Старший брат генерала от артиллерии В. В. Оноприенко.

## Биография
Родился 7 (19) января 1837 года. 
Воспитывался в Новгородском графа Аракчеева и Константиновском кадетском корпусах, начал службу прапорщиком 11 июня 1855 года в 7-й артиллерийской бригаде, с которой участвовал в Крымской войне. После войны служил в 3-й батареи 3-й сводной артиллерийской бригады в городе Быхов Могилёвской губернии. Об одной из курьёзных проделок молодых офицеров над местными чиновниками в то время позднее написал забавные воспоминания. В 1862 году перешёл в 3-ю гвардейскую и гренадерскую артиллерийскую бригаду и в следующем году принял участие в усмирении польского мятежа.
2 октября 1873 года Оноприенко получил в командование 4-ю батарею лейб-гвардии 1-й артиллерийской бригады; 31 марта 1874 года был произведён в полковники. В 1877—1878 годах, продолжая командовать 4-й батареей, полковник Оноприенко принял участие в войне с Турцией. За бомбардирование турецкого редута на горе Шандорник и за отличие в сражении при Араб-Конаке, во время которого Оноприенко был контужен в голову, он награждён золотой саблей с надписью «За храбрость»; 1 января 1878 года в деле при деревне Адакиой батарея Оноприенко подверглась обстрелу с двух сторон втрое сильнейшей турецкой артиллерии. Оноприенко вывел свою батарею из этого критического положения тем, что вынесся с ней карьером на 500 шагов к противнику и картечью заставил его замолчать; 27 февраля 1878 года Оноприенко был награждён орденом Св. Георгия 4-й степени
В воздаяние за отличие, оказанное в деле с Турками при деревне Адакиой, 3-го Января 1878 года, где, огнём своей батареи заставил замолчать втрое сильнейшую неприятельскую артиллерию, при чем нанес громадную потерю неприятельской пехоте и кавалерии.
22 мая 1879 года Оноприенко был назначен командиром 1-й батареей лейб-гвардии 1-й артиллерийской бригады и 6 августа того же года был пожалован флигель-адъютантом императора Александра II. Произведённый 8 ноября 1885 года в генерал-майоры, Оноприенко был назначен командиром 23-й артиллерийской бригады, 7 августа 1888 года получил в командование лейб-гвардии 2-ю артиллерийскую бригаду, 29 августа 1895 года произведён в генерал-лейтенанты и назначен начальником артиллерии Петербургского военного округа, 12 августа 1904 года назначен членом Александровского комитета о раненых и 6 декабря 1906 года произведён в генералы от артиллерии.
Продолжал оставаться членом Александровского комитета о раненых в течение всей Первой мировой войны. Дата смерти Оноприенко невыяснена, известно только что ещё в 1917 году он проживал в Петрограде.
Был награждён орденами: Св. Станислава 3-й степени (1864), Св. Анны 3-й степени (1866), Св. Станислава 2-й степени (1868; императорская корона к ордену — 1870), Св. Анны 2-й степени (1872), Св. Владимира 3-й степени (1882), Св. Станислава 1-й степени (1889), Св. Анны 1-й степени (1893), Св. Владимира 2-й степени (1901), Белого орла, Св. Александра Невского (6 декабря 1909; алмазные знаки пожалованы 22 марта 1915 года). Также у него были и иностранные награды, в числе которых французский офицерский крест Почётного легиона.

## Семья
Жена, Ольга Платоновна, скончавшаяся 23 апреля 1904 года, была похоронена на Никольском кладбище Александро-Невской лавры.
Из их четырёх детей: сын Александр Александрович (1874—1962), служил по кавалерии и был генерал-майором, во время Гражданской войны находился в составе Вооружённых сил Юга России, затем — в эмиграции и умер в Лондоне.
Дочь Вера Александровна.